# Síndrome de West
La síndrome de West és un trastorn epilèptic poc comú a rar en nadons, nens i adults. Rep el nom en memòria del metge anglès William James West (1793-1848), que el va descriure per primera vegada en un article publicat a The Lancet el 1841. El cas original descrivia realment el seu propi fill. Altres noms per a aquest trastorns són "encefalopatia mioclònica infantil", "epilèpsia generalitzada amb flexió", "malaltia de Kinsbourne" o "síndrome de Kinsbourne".
La síndrome de West en l'ús modern és la tríada d'espasmes infantils, un patró EEG patognomònic (anomenat hipsarrítmia) i regressió del desenvolupament, encara que la definició internacional només requereix dos d'aquests tres elements.
La síndrome està relacionada amb l'edat, es produeix generalment entre el tercer i el dotzè mes, generalment es manifesta al voltant del cinquè mes. Hi ha diverses causes. La síndrome sovint és causada per una disfunció cerebral orgànica l'origen de la qual pot ser prenatal, perinatal (causat durant el part) o postnatal.